# WhoSampled
WhoSampled – strona internetowa oraz baza informacji rozwijana przez użytkowników, dotycząca samplowanych utworów muzycznych, założona w 2008 roku w Londynie przez Nadava Poraza. Serwis porównuje oryginalne utwory z coverami, remiksami, interpolacjami oraz utworami, które "zapożyczyły" dany motyw muzyczny. Serwis zawiera ponad 545 tysięcy utworów oraz 184 tysięcy artystów muzycznych (stan na listopad 2018). Strona znalazła się na 18 165 miejscu według spółki Alexa Internet. WhoSampled umożliwia odsłuch utworów za pośrednictwem YouTube, Bandcamp, Dailymotion, Spotify oraz SoundCloud.
19 czerwca 2012 roku ukazała się aplikacja na urządzenia Apple iPhone'y, iPad'y oraz iPod touch dostępna w sprzedaży za pośrednictwem iTunes.
W 2010 roku amerykański magazyn PC Magazine umieścił stronę WhoSampled na 67. miejscu listy 100 najlepszych stron internetowych 2010 roku.